# Benetton B199
Chronologie des modèles
Benetton B198 Benetton B200
La Benetton B199 est la monoplace de Formule 1 engagée par l'écurie italienne Benetton Formula lors de la saison 1999 de Formule 1. Elle a été présentée à Enstone au Royaume-Uni le 16 janvier 1999. Elle est pilotée par l'Italien Giancarlo Fisichella et l'Autrichien Alexander Wurz pour la deuxième année consécutive. Le pilote d'essai est le Français Laurent Redon.

## Historique
En déclin depuis le départ de Michael Schumacher et de Ross Brawn pour la Scuderia Ferrari à la fin de la saison 1995, Benetton mise énormément sur la B199 pour revenir au sommet et renouer avec les victoires. Le développement de la nouvelle voiture est confié à l'ingénieur Nick Wirth, arrivé chez Benetton en 1996 à la suite de la disparition de l'écurie Simtek. Lorsqu'elle est dévoilée à Enstone, la voiture est présentée comme « révolutionnaire » avec ses nombreuses avancées technologiques dans les domaines de l'aérodynamisme, de l'électronique et de la transmission, la Benetton B199 étant par exemple munie d'une boîte de vitesses à double embrayage.
Mais le principal atout de la B199  est toutefois le système Front Torque Transmission dans lequel deux axes et un différentiel autobloquant sont reliés aux deux roues avant. Quand la différence de vitesse entre la roue extérieure et la roue intérieure devient trop importante, le différentiel se bloque progressivement, ce qui permet à la roue intérieure de continuer à tourner. Ce système (interdit à partir de 2004) contribue à améliorer l'attaque des virages en limitant le blocage des roues et le sous-virage. D'après les analyses d'avant-saison, ce système doit permettre de multiplier les possibilités de dépassements car il améliore la stabilité et la motricité en virage.
La production de la voiture est lancée avec retard afin de tester les derniers éléments aérodynamiques dans le nouveau tunnel de soufflerie qui avait été mis en service six semaines avant la présentation de la voiture. Rocco Benetton, le nouveau directeur de l'écurie, ne fait pas mystère des ambitions de l'écurie pour la saison 1999 : « Nous voulons revenir au sommet mais nous savons que ce sera difficile et que nous devons être humbles et réalistes, ce qui signifie que nous devrons peut-être nous contenter d'être seulement deuxième ou troisième. » Toutefois, cet optimisme ne permet pas de cacher que le moteur Playlife FB01 n'est autre que le Renault RS9 de la saison précédente ; déjà à la peine en 1998, il risque d'être clairement dépassé en 1999. La fin de la saison 1998 a d'ailleurs été marquée par un désaccord entre David Richards, le manager qui souhaitait abandonner le moteur français pour s'engager avec Ford-Cosworth, et les propriétaires de l'écurie qui finirent par le remplacer par Rocco Benetton. 
Les premières courses révèlent d'emblée l'échec de conception de la nouvelle Benetton. Les B199 se comportent honnêtement lors de la course d'ouverture en Australie où Giancarlo Fisichella termine quatrième ; Alexander Wurz abandonne sur bris de suspension au vingt-neuvième tour. L'Autrichien termine septième, à deux tours du vainqueur, au Grand Prix du Brésil après une bataille acharnée où il s'accroche avec Damon Hill qui abandonne. Fisichella abandonne au trente-huitième tour après un accrochage. Au Grand Prix de Saint-Marin, à Imola, les Benetton se qualifient en fond de grille ; Fisichella termine cinquième et inscrit deux points mais Wurz abandonne sur collision dès le début de l'épreuve.
Pour la quatrième épreuve de la saison, sur le circuit urbain de Monaco, en dépit d'une voiture poussive, les pilotes se qualifient aux neuvième et dixième places ; Fisichella se classe cinquième de la course, juste devant Wurz. Les trois points récoltés permettent à Benetton d'occuper la quatrième place du championnat. Néanmoins le total de 8 points de l'écurie italienne représente la moitié de ceux de Jordan Grand Prix qui occupe la troisième place. Au Grand Prix d'Espagne, les qualifications sont à nouveau laborieuses (Fisichella 13e, Wurz 18e) avant un sursaut en course, même si l'Italien et l'Autrichien ne peuvent faire mieux que neuvième et dixième ; Benetton perd sa quatrième place au profit de Williams-Supertec. 
Sur le Circuit Gilles-Villeneuve, bien que faiblement motorisés, Fisichella et Wurz s'en sortent honorablement lors des qualifications, avec les septième et onzième places. La course du dimanche démarre en catastrophe lorsque la boîte de vitesses Wurz casse sur la grille de départ. Après une course marquée par de nombreux abandons et la sortie de la voiture de sécurité à quatre reprises, Fisichella obtient une inattendue deuxième place, à sept secondes de la McLaren de Mika Häkkinen. Benetton récupère sa quatrième place au championnat grâce à son seul podium de la saison. 
De retour en Europe pour le Grand Prix de France, les B199 retrouvent, dès les qualifications, le milieu du peloton avec les septième et treizième places de Fisichella et Wurz. La course, marquée par de fréquentes averses, se solde par un double abandon. À Silverstone, les Benetton connaissent une de leurs pires séances de qualifications avec les dix-septième et dix-huitième places, à plus de trois secondes de la pole position de Mika Häkkinen. En course, Fisichella finit septième et Wurz dixième, hors des points, tandis que Williams, quatrième du championnat, compte désormais cinq points d'avance.
Au Grand Prix d'Autriche, Wurz obtient la dixième place en qualifications tandis que Fisichella réalise le douzième temps. L'Italien abandonne en toute fin de course à cause d'un problème de moteur tandis que le régional de l'étape réalise sa meilleure course de la saison en se classant cinquième. Ce sont les derniers points inscrits par les Benetton B199 cette saison qui seront totalement incapables de suivre le rythme en seconde moitié de championnat. 
Gerhard Berger, un ancien pilote de l'écurie, et Niki Lauda ne cacheront pas longtemps leur opinion sur la création de Nick Wirth : « Quand une voiture est ratée, c'est toute la saison qui est fichue, car il faut faire avec ».
La B199 est malgré elle au centre d'une certaine agitation à Monza où, après la course, des fans qui ont envahi la piste et les stands arrachent des morceaux de carrosserie de la voiture de Giancarlo Fisichella comme "souvenirs". Après cet événement, l'écurie Benetton fait savoir qu'elle entend porter plainte contre la direction du circuit.   
La B199 apparut en fait comme peu performante, peu fiable et délicate à conduire. L'efficacité du système FTT se montre finalement très inégale puisque s'il permet un gain de trois dixièmes de seconde au tour sur certains circuits, le FTT s'avère inefficace sur d'autres. De plus, il engendre plus de poids sur l'avant de la voiture à cause du différentiel, ce qui change la répartition des masses et le comportement de la voiture, son intégration ayant nécessité des compromis au niveau aérodynamique car le différentiel occupait beaucoup de place à l'avant de la voiture. La B199 souffre en conséquence d'un manque d'adhérence. D'une façon générale, la voiture est également assez lourde à cause du système FTT, mais également des autres composants technologiques intégrés dans le châssis.
Giancarlo Fisichella et Alexander Wurz marquent seize points, deux fois moins que lors de la saison précédente (33 points). Benetton termine sixième du classement des constructeurs, loin des espoirs de victoires et de titres affichés en début de saison. À la suite de cette campagne médiocre, le concepteur de la B199 est limogé en fin de saison et la B200 revient à une conception très classique.

## Résultats en championnat du monde de Formule 1
| Saison | Écurie                       | Moteur            | Pneus       | Pilotes              | Courses | Courses | Courses | Courses | Courses | Courses | Courses | Courses | Courses | Courses | Courses | Courses | Courses | Courses | Courses | Courses | Points inscrits | Classement |
| Saison | Écurie                       | Moteur            | Pneus       | Pilotes              | 1       | 2       | 3       | 4       | 5       | 6       | 7       | 8       | 9       | 10      | 11      | 12      | 13      | 14      | 15      | 16      | Points inscrits | Classement |
| ------ | ---------------------------- | ----------------- | ----------- | -------------------- | ------- | ------- | ------- | ------- | ------- | ------- | ------- | ------- | ------- | ------- | ------- | ------- | ------- | ------- | ------- | ------- | --------------- | ---------- |
| 1999   | Mild Seven Benetton Playlife | Playlife V10 FB01 | Bridgestone |                      | AUS     | BRÉ     | SMR     | MON     | ESP     | CAN     | FRA     | GBR     | AUT     | ALL     | HON     | BEL     | ITA     | EUR     | MAL     | JAP     | 16              | 6e         |
| 1999   | Mild Seven Benetton Playlife | Playlife V10 FB01 | Bridgestone | Giancarlo Fisichella | 4e      | Abd     | 5e      | 5e      | 9e      | 2e      | Abd     | 7e      | 12e     | Abd     | Abd     | 11e     | Abd     | Abd     | 11e     | 14e     | 16              | 6e         |
| 1999   | Mild Seven Benetton Playlife | Playlife V10 FB01 | Bridgestone | Alexander Wurz       | Abd     | 7e      | Abd     | 6e      | 10e     | Abd     | Abd     | 10e     | 5e      | 7e      | 7e      | 14e     | Abd     | Abd     | 8e      | 10e     | 16              | 6e         |

Légende : ici 